# Brian Dawkins
Brian Patrick Dawkins (ur. 13 października 1973 w Jacksonville) – amerykański zawodnik futbolu amerykańskiego, grający na pozycji safety. Występował w drużynie Clemson University.
W roku 1996 przystąpił do draftu NFL. Został wybrany w drugiej rundzie (61. wybór) przez zespół Philadelphia Eagles. W drużynie tej występował do sezonu 2008. Następnie przez trzy lata grał w Denver Broncos. Przed sezonem 2012 podpisał jednodniowy kontrakt z drużyną z Filadelfii po czym ogłosił przejście na sportową emeryturę.
Dziewięciokrotnie został wybrany do meczu gwiazd Pro Bowl (1999, 2001, 2002, 2004–2006, 2008, 2009, 2011), a sześciokrotnie do najlepszej drużyny ligi All-Pro (1999, 2001, 2002, 2004, 2006, 2009). Został także wybrany do najlepszej drużyny w historii zespołu Philadelphia Eagles oraz do najlepszego zespołu pierwszej dekady XX w. NFL.